# Люлин (хижа)
Вижте пояснителната страница за други значения на Люлин.
„Люлин“ е планинска туристическа хижа в Люлин планина на територията на община Перник, близо до кв. Михайлово на гр. Банкя.
До нея се стига с кола по асфалтов път от село Люлин. Пешеходните туристи могат да стигнат от Банкя за около 2 часа. Разположена е в местността Църнелско разкръске в западния дял на планината Люлин.

## История
Преди 1962 година, когато е построена хижата, в Люлин е имало туристически заслон / хижа в м. Калето недалеч от Дивотинския манастир и малък ловен заслон под вр. Райлово градищe. 
Хижата е построена от пернишкото туристическо дружество „Кракра Пернишки". Пръв хижар е дядо Горун.

## Състояние
Хижа „Люлин“ не функционира отпреди 2000 г., а в миналото е приютявала до 200 деца. Поради липса на туристи хижата е изоставена, или обратно – не е посещавана, понеже е изоставена.
Мебелите са откраднати, прозорците са изпочупени. Напоследък се правят опити сградата да бъде опожарена. Понастоящем не представлява привлекателна гледка.
Във връзка с изграждането на вилна зона край кв. Михайлово е построен далекопровод, който минава покрай хижата. Реставрация на хижата започва през 2023 г.

## Маршрути
- 1:30 часа до Банкя, кв. Михайлово
- 1:00 часа до с. Люлин
- 0:45 часа до Дивотински манастир „Света Троица“
- 0:25 часа до връх Райлово градище (1199)
- 1:15 часа до връх Криви камък (1128)
- 4:30 часа до хижа Манастирски поляни
- 4:00 часа до връх Дупевица (1256)